# Parafia Podwyższenia Krzyża Świętego w Wojnowicach
Parafia Podwyższenia Świętego Krzyża w Wojnowicach – rzymskokatolicka parafia znajdująca się w Wojnowicach. Parafia należy do dekanatu Pietrowice Wielkie i diecezji opolskiej.

## Historia
Została wymieniona w spisie świętopietrza, sporządzonym przez archidiakona opolskiego Mikołaja Wolffa w 1447, pośród innych parafii archiprezbiteratu (dekanatu) w Raciborzu, pod nazwą Wayndorff.
W granicach Polski i diecezji opolskiej od końca II wojny światowej.

## Galeria

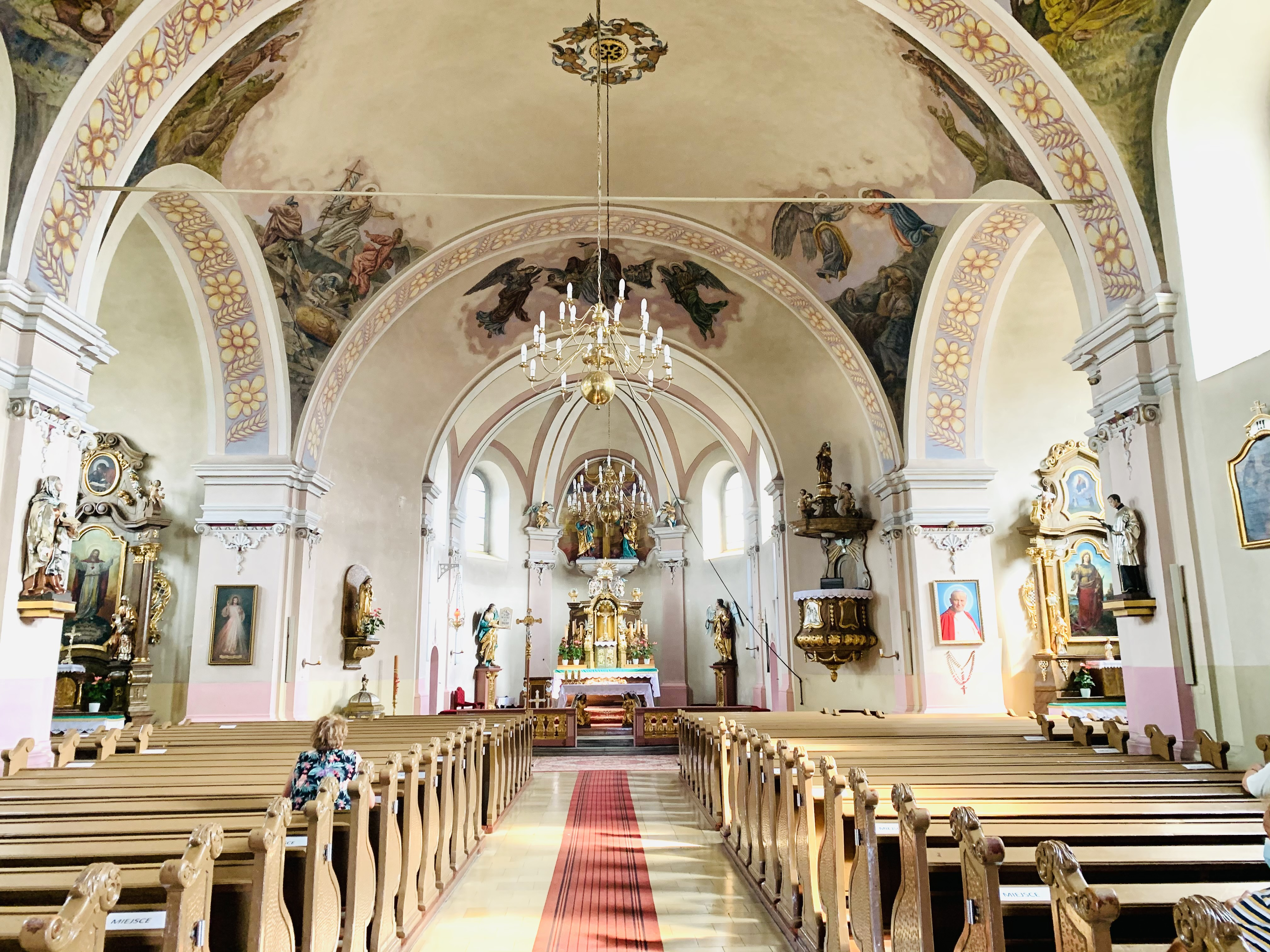
Nawa kościoła
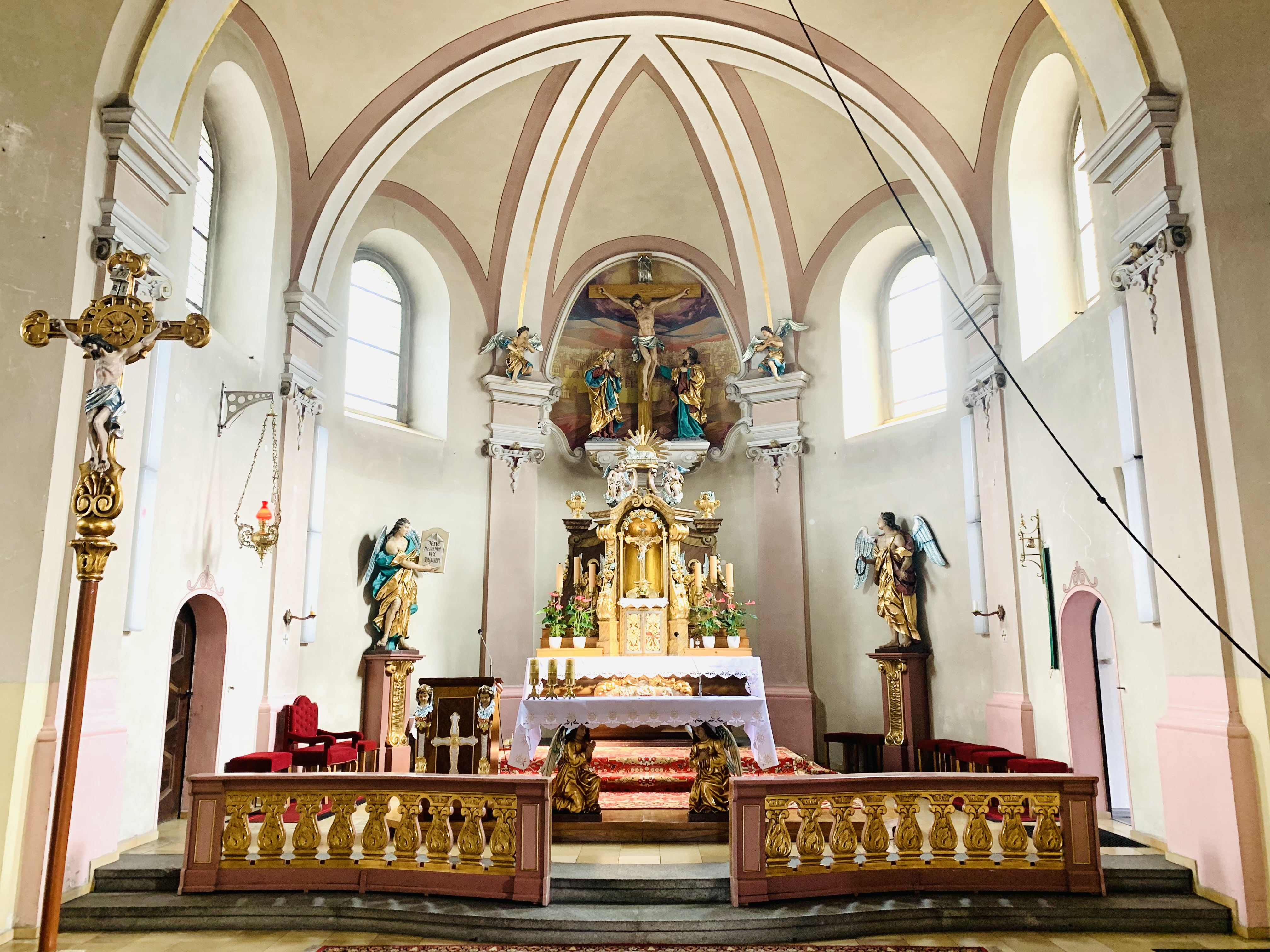
Prezbiterium